# Otto Maria Carpeaux
Otto Maria Carpeaux, nascido Otto Karpfen (Viena, 9 de março de 1900 – Rio de Janeiro, 3 de fevereiro de 1978), foi um jornalista, ensaísta, poliglota, crítico literário, crítico de arte, crítico de música, e historiador literário austríaco naturalizado brasileiro. Polímata, Carpeaux é famoso por sua Magnum Opus, A História da Literatura Ocidental, uma das obras mais importantes publicadas no Brasil no século XX.

## Biografia

### Na Europa
Otto Maria Carpeaux nasceu em 9 de março de 1900, em Viena, capital do Império Austro-Húngaro, filho único do advogado e funcionário público judeu Max Karpfen e da polonesa Gisela Karpfen, do lar e católica, nascida Gisela Schmelz. "O ambiente em que vivia a família", relata Renard Perez, "era burguês sem riqueza". Ainda segundo Perez, Carpeaux fez os primeiros estudos em Viena, "mas esse período de sua vida se encontra quase totalmente esquecido e daria trabalho para um psicanalista a tentativa de sua reconstituição. Também o ginásio (8 anos) foi feito em Viena".
Por desejo do pai, iniciou em 1918 o curso de Direito, mas o abandonou um ano depois, por não sentir a vocação. Por volta de 1922 até 1925 estudou na Faculdade de Filosofia da Universidade de Viena, frequentando cursos de filosofia e química e graduando-se em Química em 29 de junho de 1925, obtendo o título de Doutor em Filosofia com a tese Über die Hypohirnsäure, ein neues Triaminomonophosphorsulfadit aus Menschenhirn, publicada em 1926 na revista Biochemische Zeitschrift. Embora não seguisse a profissão, continuou na Universidade de Viena de 1925 a 1927, exercendo o cargo de assistente da Faculdade de Filosofia.

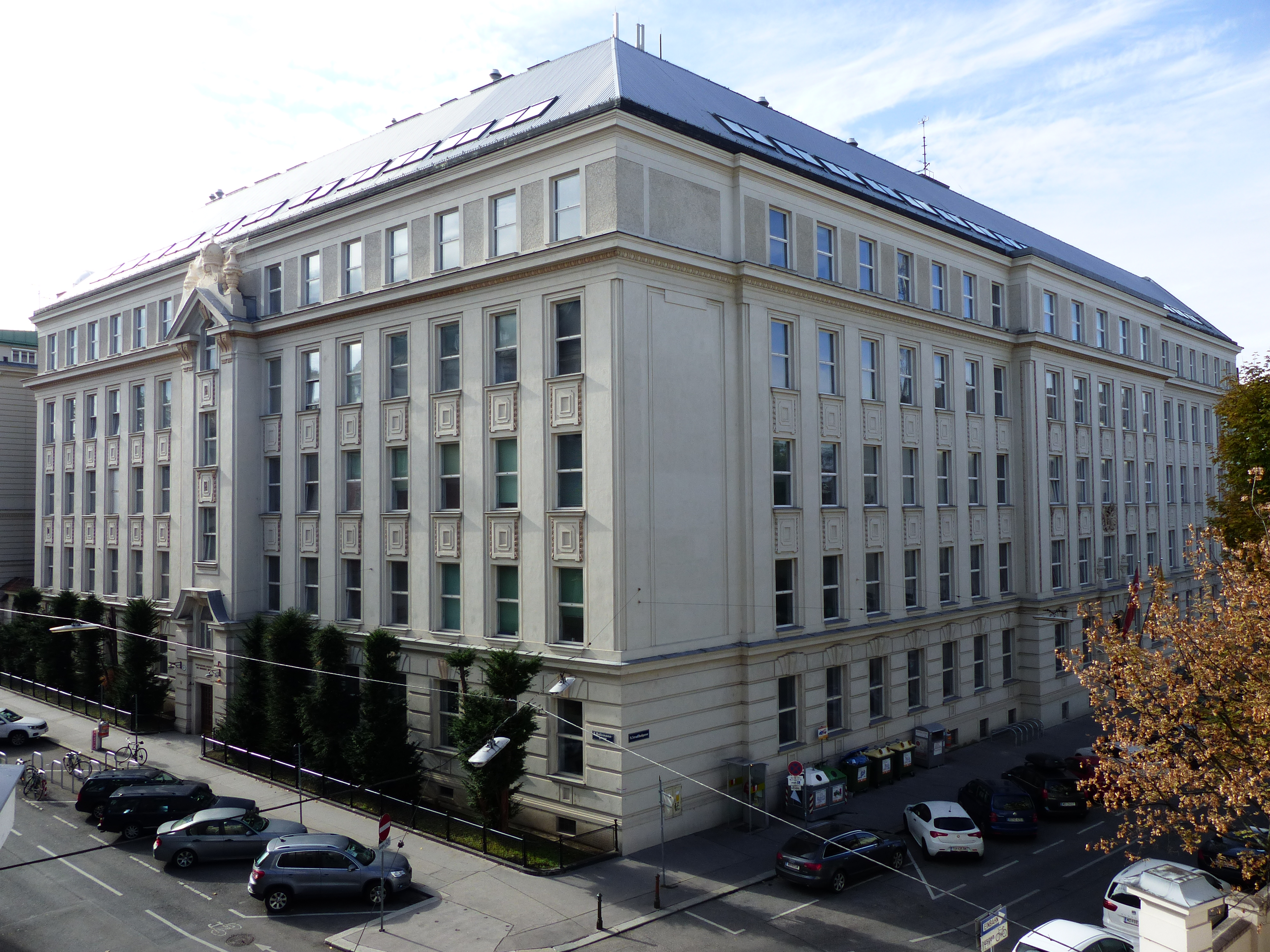
Carpeaux foi assistente na Universidade de Viena

Num período ainda não esclarecido (antes de 1922 ou depois de 1927), Carpeaux ainda teria estudado na Faculdade de Filosofia da Universidade de Leipzig, bem como Literatura Comparada na Faculdade de Filosofia da Universidade de Nápoles e Sociologia e Política na Hochschule für Politik (Escola Superior de Política), de Berlim.
De 1927 a 1929, segundo registros da Fundação Getúlio Vargas, Carpeaux teria percorrido a Europa, especializando-se em universidades e atuando, a partir de 1928, como correspondente de jornais vienenses, em Paris, Londres, Roma e Amsterdã. Em 1927 ou 1928, teria se formado na Haute École des Sciences Politiques, de Paris; em 1928 na Faculté de Lettres de Genebra. Entre 1928 e 1929, conforme revela Homero Senna, "teria trabalhado em Berlim redigindo roteiro para o cinema mudo", atividade a que Carpeaux se referiu em um pronunciamento, em 15 de julho de 1942, no Rio, durante um "debate sobre cinema silencioso e sonoro".
De volta a Viena, casou-se em 22 de fevereiro de 1930, na Sinagoga Hietzinger, com a cantora Hélene Silberherz (Otynia, 18 de setembro de 1899 – Rio de Janeiro, c. 1988) que ele já conhecia havia anos e, no ano seguinte, morre-lhe o pai. Meses antes, em 1931, teria começado a escrever ensaios e resenhas literárias e musicais para alguns periódicos, como a revista Die Literatur (Stuttgart), o jornal Neue Freie Presse (Viena), a revista Der Querschnitt (Berlim) e, de 1931 a 1934, a revista musical Signale für die musikalische Welt (Berlim).
Em 18 de abril de 1933 renuncia formalmente ao judaísmo e se converte ao catolicismo, motivo por que ora acrescenta "Maria", ora substitui "Karpfen" por "Maria Fidelis" ao seu nome, este último até o ano de 1935. Ainda em 1933 é nomeado diretor da Biblioteca de Ciências Econômicas e Sociais de Viena, cargo exercido até 1938. De 1934 a 1938, torna-se segundo redator-chefe do jornal Reichspost, o "maior jornal católico da Áustria", onde, durante longo tempo, escreveu "os artigos de fundo políticos e econômicos", como revelou em carta a Alceu Amoroso Lima. Também neste período (1934-1938), foi diretor e redator-chefe da revista Berichte zur Kultur und Zeitgeschichte, periódico oficial da Ação Católica na Áustria, fundado pelo amigo Nikolaus Hovorka (1900-1966) e por Viktor Matejka. Hovorka também adquirira a Editora Reinhold, provavelmente em 1934, onde se editaram a citada revista e, entre outros, dois livros de Carpeaux e um de Engelbert Dollfuss. Foi por meio de Hovorka que conheceu o fundador do jornal católico Der Christliche Ständestaat (Viena) Dietrich von Hildebrand (1889-1977), teólogo e filósofo católico cuja "oposição a Hitler e ao nazismo", afirma projeto dedicado a ele, "foi tão sincera que foi forçado a fugir da Alemanha em 1933". Nas memórias de Hildebrand, publicadas recentemente em My battle against Hitler (2014), Carpeaux é descrito como "amigo e colaborador" de Hovorka. "Karpfen", prossegue, "era um judeu convertido. Hovorka recomendou-mo como colaborador do Ständestaat. Karpfen era muito talentoso e, desde então, escreveu frequentemente em nosso jornal".
Por esta época, Carpeaux tornou-se homem de confiança dos primeiros-ministros Engelbert Dollfuss e Kurt Schuschnigg, últimos antes da anexação da Áustria pelo Reich alemão. Com a queda do Reich, Karpfen e Hélene foram obrigados a seguir para o exílio, durante o qual Otto deixou a mãe para trás e levou consigo apenas um missal.
Em princípios de 1938, foge para Antuérpia, na (Bélgica), onde trabalha como jornalista na Gazet van Antwerpen, maior jornal belga de língua holandesa.

### No Brasil
Diante da escalada nazista, Carpeaux sente-se inseguro e foge com a mulher, em fins de 1939, para o Brasil. Durante a viagem de navio, estoura a II Guerra. Recusando qualquer ligação com o que estava acontecendo no Reich, muda seu sobrenome germânico Karpfen para o francês Carpeaux.
Ao desembarcar, nada conhecia da literatura brasileira, nada sabia do idioma e não tinha conhecidos. Na condição de imigrante, foi enviado para uma fazenda no Paraná, designado para o trabalho no campo. O cosmopolita e erudito Carpeaux ruma para São Paulo. Inicialmente passa dificuldades; sem trabalho, sobrevive à custa da venda de seus próprios pertences, inclusive livros e obras de arte. Poliglota, o homem que já sabia inglês, francês, italiano, alemão, espanhol, flamengo, catalão, galego, provençal, latim e servo-croata, em um ano aprendeu e dominou o português, com muita facilidade devido ao conhecimento do latim e de outras línguas dele derivadas.
Em 1940, tenta ingressar no jornalismo nacional, mas não consegue. Então escreve uma carta a Álvaro Lins a respeito de um artigo sobre Eça de Queiróz. A resposta veio em forma de convite, em 1941, para escrever um artigo literário para o Correio da Manhã, do Rio de Janeiro. Seu artigo é publicado, iniciando uma colaboração regular. Até 1942, Carpeaux escrevia os artigos em francês, que eram publicados em tradução. Mostrando sua grande inteligência e erudição, divulgou autores estrangeiros pouco ou mal conhecidos entre o público brasileiro, desenvolvendo-se um grande crítico literário. Nesse mesmo ano, Otto Maria Carpeaux naturalizou-se brasileiro. Ainda em 1942, publica o livro de ensaios A Cinza do Purgatório.
Entre 1942 e 1944 Carpeaux foi diretor da Biblioteca da Faculdade Nacional de Filosofia. Em 1943, publica Origens e Fins.
De 1944 a 1949 foi diretor da Biblioteca da Fundação Getúlio Vargas. Em 1947 publica sua monumental História da Literatura Ocidental – o mais importante livro do gênero em língua portuguesa – no qual analisa a obra de mais de oito mil escritores, partindo de Homero até mestres modernistas, neste caso sendo o estudo de sua predileção. Em 1950, torna-se redator-editor do Correio da Manhã. Em 1951, publica Pequena Bibliografia Crítica da Literatura Brasileira, obra singular na literatura nacional - reunindo, em ordem cronológica, mais de 170 autores de acordo com suas correntes, da literatura colonial até nossos dias. Sua produção crítica literária é intensa, escrevendo em jornais semanalmente.
Em 1953, publicou Respostas e Perguntas e Retratos e Leituras. Em 1958, publicou Presenças, e em 1960, Livros na Mesa.
Carpeaux foi forte opositor do Regime Militar, redigindo artigos acerca da retrógrada autoridade da então nova ordem militar, participando de debates e eventos políticos. Contudo, escreveu editoriais em Jornais de 1964 pró-golpe (Basta! e Fora! foram os títulos deles), Nesse período foi também, ao lado de Antônio Houaiss, coeditor da Grande Enciclopédia Delta-Larousse. Participou da Passeata dos Cem Mil, em 1968, contra a ditadura militar.
Eentre 1972 e 1977, Carpeaux foi convidado pela Revista Manchete para participar, junto com Paulo Mendes Campos, José Castello, Raimundo Magalhães Junior e Ruy Castro, dentre outros, da série de ensaios literários "As Obras Primas que Poucos Leram". Mais de 70 dos cerca de 200 artigos da série foram de sua autoria.
Em 3 de fevereiro de 1978, morre no Rio de Janeiro de ataque cardíaco.
Encontra-se colaboração da sua autoria na revista luso-brasileira Atlântico.

### Perfil
José Roberto Teixeira Leite, que conheceu Carpeaux quando vivia no Rio de Janeiro, descreve a figura do sábio austríaco: Carpeaux foi um dos homens mais feios que conheci... sua aparência neanderthalesca, todo mandíbulas e sobrancelhas, fazia a delícia dos caricaturistas: parecia, sem tirar nem por, um troglodita, mas troglodita de ler Homero e Virgílio no original, de se deliciar com Bach e Beethoven e de diferenciar entre Rubens e Van Dyck. E acrescenta que Carpeaux era totalmente gago, o que o afastou da cátedra e das universidades para confiná-lo em bibliotecas, gabinetes e redações.
Cultivou amizade com grande número de intelectuais de sua época, bem como algumas inimizades. Não raro, Carpeaux foi identificado como um homem generoso, paciente mas intransigente quando provocado por fatos e juízos que julgasse absurdos ou equivocados.
Segundo Sérgio Augusto, "Carpeaux conhecia a fundo todos os clássicos, todos os pensadores, todos os compositores eruditos, todos os pintores (...) Era generoso, paciente com jovens ignaros como eu e divertidamente intransigente e irascível quando provocado por fatos e juízos que julgasse equivocados, insultuosos ou apenas absurdos." e "Na verdade, não era ortodoxo nem heterodoxo, preferindo uma relação dialética entre esses dois extremos".
Alfredo Bosi notou que "Carpeaux atravessou a crítica positivista, a idealista, a psicanalítica, o new criticism, a estilística espanhola, o formalismo, o estruturalismo, a volta à crítica ideológica... Mas, educado junto aos culturalistas alemães e italianos do começo do século, ele sabia que nada se entende fora da História".
Franklin de Oliveira, citado na quarta capa do vol. 1 de História da literatura ocidental (2005), considerou que Carpeaux "não é um escritor — é uma enciclopédia viva. Mas, mais do que uma enciclopédia viva, é um homem: na coragem de suas convicções, na bravura de suas atitudes, na limpidez de sua visão — um rebelde inato. Sua linhagem — a dos grandes humanistas".
Para Álvaro Lins, Carpeaux tem um estilo "muito pessoal, muito direto, muito denso. [...]. Notar-se-á que é um estilo vivo, preciso e ardente. Às vezes, enérgico e áspero. Nestas ocasiões, sobretudo, este estilo está confessando um temperamento de inconformista, de panfletário, de debater".

## Obras
Publicadas na Europa
- 1934 – Wege nach Rom: Abenteuer, Sturz und Sieg des Geistes [nota 1]
- 1935 – Osterreichs europäische Sendung: ein aussenpolitischer Überblick [nota 2]
- 1937 - Van Habsburg tot Hitler [nota 3]

Publicadas no Brasil
- 1942 – A cinza do purgatório [nota 4]
- 1943 – Origens e fins [nota 5]
- 1951 – Pequena bibliografia crítica da literatura brasileira [nota 6]
- 1953 – Respostas e perguntas [nota 7]
- 1953 – Retratos e leituras [nota 8]
- 1958 – Presenças [nota 9]
- 1958 – Uma nova história da música [nota 10]
- 1959-1966 – História da Literatura Ocidental [nota 11]
- 1960 – Livros na mesa [nota 12]
- 1964 – A literatura alemã [nota 13]
- 1965 – A batalha da América Latina [nota 14]
- 1965 – O Brasil no espelho do mundo [nota 15]
- 1968 – As revoltas modernistas na literatura [nota 16]
- 1968 – Vinte e cinco anos de literatura [nota 17]
- 1971 – Hemingway: tempo, vida e obra [nota 18]

Em coautoria
- 1949 – Sobre Joaquim Nabuco e o pan-americanismo [nota 19]
- 1952 – José Lins do Rego [nota 20]

Póstumas
- 1978 – Reflexo e realidade: ensaios [nota 21]
- 1978 – Alceu Amoroso Lima [nota 22]
- 1992 – Sobre letras e artes [nota 23]
- 1999 – Ensaios reunidos: 1942-1978, vol. I [nota 24]
- 2005 – Ensaios reunidos: 1946-1971, vol. II [nota 25]
- 2013 – A história concisa da literatura alemã [nota 26]
- 2014 – Caminhos para Roma: aventura, queda e vitória do espírito [nota 27]
- 2016 – O canto do violino e outros ensaios inéditos [nota 28]
- 2020 – A Literatura Russa através dos Contos: ensaio crítico (2 vols.) [nota 29]
- 2021 – Para compreender Tolstói e outros: ensaios: vol. 1 [nota 30]
- 2021 – Para compreender Tolstói e outros: ensaios: vol. 2 [nota 31]
- 2021 – Homens e destinos [nota 32]